# Migjen Basha
Migjen Xhevat Basha (Lausanne, Suïssa, 9 de juny de 1987) és un futbolista albanès, d'origen suís. Juga de Posició i el seu actual equip és l'FC Luzern de Suïssa.

## Internacional
Ha estat internacional amb la Selecció de futbol d'Albània.

## Clubs
| Club              | País   | Any       |
| ----------------- | ------ | --------- |
| FC Lausanne-Sport | Suïssa | 2004-2005 |
| AS Lucchese       | Itàlia | 2006-2007 |
| FC Viareggio      | Itàlia | 2007      |
| Rimini Calcio     | Itàlia | 2008-2009 |
| Frosinone Calcio  | Itàlia | 2009-2010 |
| Atalanta BC       | Itàlia | 2010-2011 |
| Torino FC         | Itàlia | 2011-2015 |
| FC Luzern         | Suïssa | 2015-     |

## Palmarès

### Campionats estatals
| Títol   | Club           | País   | Any  |
| ------- | -------------- | ------ | ---- |
| Sèrie B | Atalanta B. C. | Itàlia | 2011 |
| Sèrie B | Torino FC      | Itàlia | 2012 |